# П'єт ден Бур
П'єт ден Бур (нід. Piet den Boer, нар. 17 березня 1958, Роттердам) — нідерландський футболіст, що грав на позиції нападника.
Виступав, зокрема, за клуб «Мехелен», у складі якого ставав чемпіоном Бельгії, володарем Кубка Бельгії, Кубка Кубків УЄФА та Суперкубка УЄФА. 

## Ігрова кар'єра
У дорослому футболі дебютував 1981 року виступами за команду клубу «Ексельсіор» (Роттердам), в якій провів один сезон, взявши участь у 34 матчах чемпіонату. 
Своєю грою за цю команду привернув увагу представників тренерського штабу клубу «Мехелен», до складу якого приєднався 1982 року. Відіграв за команду з Мехелена наступні сім сезонів своєї ігрової кар'єри. Більшість часу, проведеного у складі «Мехелена», був основним гравцем атакувальної ланки команди. У складі «Мехелена» був одним з головних бомбардирів команди, забиваючи в середньому у кожній другій грі чемпіонату. 1988 року став співавтором найбільших успіхів мехеленської команди — здобуття титулів спочатку володаря Кубка володарів кубків, а згодом й володаря Суперкубка Європи.
Згодом з 1989 по 1991 рік грав у Франції за «Бордо» та «Кан».
Завершив професійну ігрову кар'єру у нижчоліговому бельгійському «Тьєлені», за команду якого виступав протягом 1991—1993 років.

## Титули і досягнення
- Чемпіон Бельгії (1):

«Мехелен»: 1988-1989
- Володар Кубка Бельгії (1):

«Мехелен»: 1986-1987
- Володар Кубка Кубків УЄФА (1):

«Мехелен»: 1987-1988
- Володар Суперкубка УЄФА (1):

«Мехелен»: 1988